# Samu Castillejo
Pour les articles homonymes, voir Castillejo.
Samuel Castillejo Azuaga, plus connu sous le nom de Samu Castillejo, né le 18 janvier 1995 à Málaga en Espagne, est un footballeur espagnol qui évolue au poste d'ailier droit au Johor Darul Ta'zim. 
Il est surnommé « El Fideo » (« La Nouille » en français) en raison de son physique rachitique.

## Biographie

### Carrière en club
Le 29 août 2014, il fait ses débuts pour le club de Málaga en remplaçant Juanmi à la 57e minute du match contre Valence (défaite 3-0).

#### AC Milan (2018-2022)
Le 17 août 2018, il s'engage avec l'AC Milan. Dans le même temps, Carlos Bacca fait le chemin inverse. Il signe son premier but avec le Milan AC le 30 septembre 2018 dans la victoire du Milan AC 4-1 contre Sassuolo.
Le 11 mars 2021, en rentrant en jeu contre Manchester United en 1/8e aller de la Ligue Europa (1-1), il dispute son 100e match avec les Rossoneri.

#### Valencia
Le 12 juillet 2022, Castillejo a signé un contrat de trois ans avec Valencia. 
Le 30 août 2024, Valencia a licencié Castillejo après avoir échoué à parvenir à un accord mutuel pour mettre fin à son contrat.

### Équipe nationale
Le 28 mai 2015, il fait ses débuts en faveur de l'équipe d'Espagne espoirs.

## Statistiques
| Saison                | Club                  | Championnat           | Championnat | Championnat | Championnat | Coupe(s) nationale(s) | Coupe(s) nationale(s) | Coupe(s) nationale(s) | Supercoupe | Supercoupe | Supercoupe | Compétition(s) continentale(s) | Compétition(s) continentale(s) | Compétition(s) continentale(s) | Compétition(s) continentale(s) | Total | Total | Total |
| Saison                | Club                  | Division              | M.          | B.          | P.d.        | M.                    | B.                    | P.d.                  | M.         | B.         | P.d.       | Comp.                          | M.                             | B.                             | P.d.                           | M.    | B.    | P.d.  |
| 2014-2015             | Málaga CF             | Liga                  | 34          | 1           | 5           | 5                     | 0                     | 0                     | -          | -          | -          | -                              | -                              | -                              | -                              | 39    | 1     | 5     |
| Sous-total            | Sous-total            | Sous-total            | 34          | 1           | 5           | 5                     | 0                     | 0                     | -          | -          | -          | -                              | -                              | -                              | -                              | 39    | 1     | 5     |
| 2015-2016             | Villarreal CF         | Liga                  | 28          | 1           | 1           | 4                     | 0                     | 1                     | -          | -          | -          | C3                             | 13                             | 1                              | 0                              | 45    | 2     | 2     |
| 2016-2017             | Villarreal CF         | Liga                  | 33          | 2           | 3           | 3                     | 1                     | 0                     | -          | -          | -          | C1+C3                          | 2+6                            | 0+0                            | 0+1                            | 44    | 3     | 4     |
| 2017-2018             | Villarreal CF         | Liga                  | 30          | 6           | 7           | 3                     | 0                     | 1                     | -          | -          | -          | C3                             | 5                              | 0                              | 0                              | 38    | 6     | 8     |
| Sous-total            | Sous-total            | Sous-total            | 91          | 9           | 11          | 10                    | 1                     | 2                     | -          | -          | -          | -                              | 26                             | 1                              | 1                              | 127   | 11    | 14    |
| 2018-2019             | AC Milan              | Serie A               | 31          | 4           | 2           | 4                     | 0                     | 0                     | 1          | 0          | 0          | C3                             | 4                              | 0                              | 2                              | 40    | 4     | 4     |
| 2019-2020             | AC Milan              | Serie A               | 22          | 2           | 3           | 3                     | 1                     | 2                     | -          | -          | -          | -                              | -                              | -                              | -                              | 25    | 3     | 5     |
| 2020-2021             | AC Milan              | Serie A               | 28          | 1           | 0           | 2                     | 0                     | 0                     | -          | -          | -          | C3                             | 13                             | 2                              | 2                              | 43    | 3     | 2     |
| 2021-2022             | AC Milan              | Serie A               | 5           | 0           | 0           | 0                     | 0                     | 0                     | -          | -          | -          | C1                             | 0                              | 0                              | 0                              | 5     | 0     | 0     |
| Sous-total            | Sous-total            | Sous-total            | 86          | 7           | 5           | 9                     | 1                     | 2                     | 1          | 0          | 0          | -                              | 17                             | 2                              | 4                              | 113   | 10    | 11    |
| 2022-2023             | Valence CF            | Liga                  | 20          | 3           | 0           | 1                     | 0                     | 0                     | -          | -          | -          | -                              | -                              | -                              | -                              | 21    | 3     | 0     |
| Sous-total            | Sous-total            | Sous-total            | 20          | 3           | 0           | 1                     | 0                     | 0                     | -          | -          | -          | -                              | 0                              | 0                              | 0                              | 21    | 3     | 0     |
| Total sur la carrière | Total sur la carrière | Total sur la carrière | 230         | 20          | 21          | 25                    | 2                     | 4                     | 1          | 0          | 0          | -                              | 43                             | 3                              | 5                              | 299   | 25    | 30    |

## Palmarès

### En club
AC Milan
- Championnat d'Italie de football :
  - Champion : 2022